# Xylosma flexuosa
Xylosma flexuosa е вид цъфтящо растение от семейство Върбови (Salicaceae). Видът е незастрашен от изчезване.

## Разпространение
Xylosma flexuosa е разпространен в южните части на Северна Америка и северните части на Южна Америка.